# 키틸래 공항

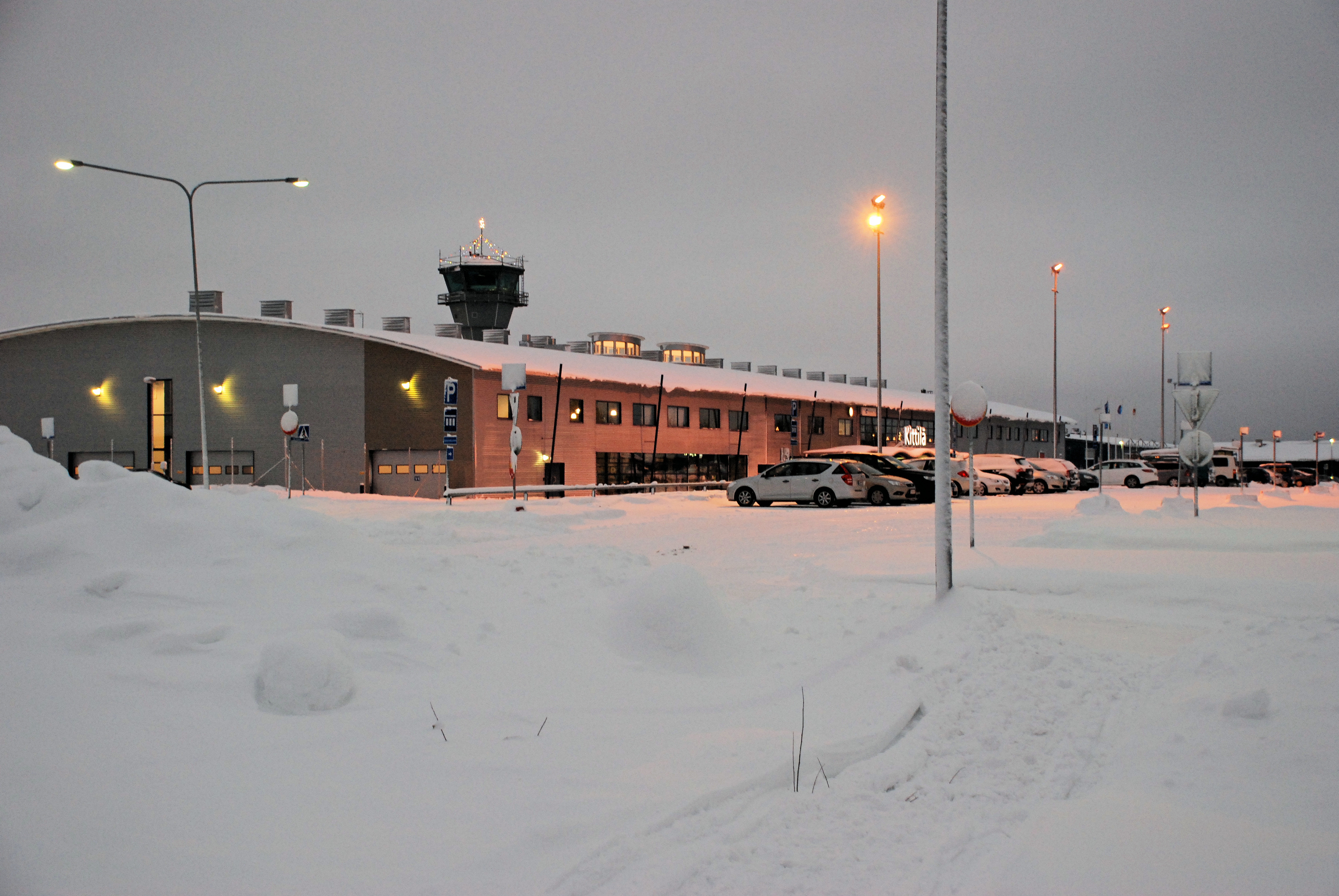

키틸래 공항(Kittilä Airport, IATA: KTT, ICAO: EFKT)은 북극권 내 키틸래에 위치한 핀란드의 공항이다. 민간 비행 및 대부분의 계절성 국제 교통편을 수용하며 핀란드 북부 지역의 주요 공항들 중 하나이다. 겨울 동안에 키틸래는 독일, 프랑스, 영국, 러시아, 우크라이나, 네덜란드, 스위스, 스페인, 캐나다 등의 국가에서 오는 방문객들을 받는다.